# Carlos Gomes
Carlos Gomes (hist. Nova Polônia) – miasto i gmina w Brazylii, w stanie Rio Grande do Sul, ośrodek brazylijskiej Polonii. Znajduje się w mezoregionie Noroeste Rio-Grandense i mikroregionie Erechim.